# 20 Января (станция метро)
«20 Января» (азерб. 20 Yanvar) — станция  второй (Зелёной) линии Бакинского метрополитена, расположенная между станциями «Иншаатчылар» и «Мемар Аджеми». Названа в честь событий, произошедших в Азербайджане в ночь с 19 на 20 января 1990 года — ввода Внутренних войск СССР в Азербайджан под предлогом «пресечения антиправительственных волнений». В советское время — «XI Гызыл Орду Мейданы» («Площадь 11-й Красной Армии»).

## Характеристика
Станция открыта 31 декабря 1985 года в составе 9 километрового пускового участка «Элмляр Академиясы» — «Мемар Аджеми». Оформление станции посвящено событиям 20 января.
Выход в город осуществляется через подземные переходы на Тбилисский проспект.
При подъезде к станции в вагонах звучит фрагмент из национального мугама «Баяты-Шираз» (азерб. Bayatı-Şiraz)

## Теракт на станции «20 января»
19 марта 1994 года в 13:00 на станции метро «20 января» произошёл теракт. Самодельная бомба с часовым механизмом взорвалась в головном вагоне поезда в момент, когда состав остановился на станции.  В ходе террористического акта погибли 14 человек. 49 человек были ранены. Исполнитель теракта Октай Гурбанов погиб при взрыве. 
Среди погибших был азербайджанский джазовый музыкант, Народный артист Азербайджана Рафик Бабаев. От взрыва частично обрушился потолок станции метро. 
По подозрению в совершении преступления были арестованы члены лезгинского национального движения «Садвал». По данным следствия, организаторы и исполнители теракта имели связи со спецслужбами Армении и проходили подготовку на её территории.